# Бернштейн, Давид
Давид Бернштейн (англ. David Bernstein, ивр. דוד ברנשטיין‎, род. 13 марта 1957) — израильский шахматист.
Серебряный призёр чемпионата Израиля 1980 г. (всего участвовал в трёх чемпионатах страны).
В составе сборной Израиля участник шахматной олимпиады 1980 года (был включен в команду в качестве 2-го запасного участника), командного чемпионата Европы 1980 года, командных чемпионатов мира среди студентов 1974, 1976 и 1981 годов.
Участник юниорского чемпионата мира 1975 года. Участник юниорского чемпионата Европы 1975 / 76 годов.

## Основные спортивные результаты
| Год         | Город     | Соревнование                                                          | + | − | = | Результат | Место |
| ----------- | --------- | --------------------------------------------------------------------- | - | - | - | --------- | ----- |
| 1974        | Тель-Авив | Чемпионат Израиля                                                     | 3 | 8 | 4 | 5 из 15   | 14    |
|             | Тиссайд   | Командный чемпионат мира среди студентов (сборная Израиля, ?-я доска) |   |   |   |           |       |
| 1975        | Тьентиште | Юниорский чемпионат мира                                              | 4 | 2 | 7 | 7½ из 13  | 9—17  |
| 1975 / 1976 | Гронинген | Юниорский чемпионат Европы (финал)                                    | 1 | 4 | 4 | 3 из 9    | 9—10  |
| 1976        | Каракас   | Командный чемпионат мира среди студентов (сборная Израиля, 1-я доска) | 4 | 2 | 4 | 6 из 10   |       |
|             | Хайфа     | Чемпионат Израиля                                                     |   |   |   | 5½ из 15  | 13—14 |
| 1978        | Амстердам | Полуфинал командного чемпионата Европы (сборная Израиля, ?-я доска)   | 2 | 1 | 1 | 2½ из 4   |       |
| 1980        | Скара     | Командный чемпионат Европы (сборная Израиля, ?-я доска)               | 1 | 2 | 1 | 1½ из 4   |       |
|             | Тель-Авив | Чемпионат Израиля                                                     |   |   |   | 10½ из 15 | 2     |
|             | Валлетта  | XXIV Олимпиада (сборная Израиля, 2-й запасной)                        | 4 | 0 | 4 | 6 из 8    |       |
| 1981        | Грац      | Командный чемпионат мира среди студентов (сборная Израиля, ?-я доска) | 1 | 3 | 2 | 2 из 6    |       |
| 1982        | Люцерн    | Полуфинал командного чемпионата Европы (сборная Израиля, ?-я доска)   | 1 | 0 | 3 | 2½ из 4   |       |